# Jana Sternová
Jana Sternová (6. března 1921 Dobřany – 5. září 1997) byla profesionální baletka, známá jako aktivní členka a v roce 1984 mluvčí Charty 77. Během druhé světové války v roce 1941 byla zatčena a vězněna na Pankráci a v lágru ve Svatobořicích.

## Životopis

### Mládí a balet
Jana Volková se narodila v Dobřanech u Plzně v rodině úředníka Jana Volka. Při studiu na reálném gymnáziu v Šumperku, se soukromě věnovala klasickému baletu. Stala se profesionální baletkou a mezi lety 1938–1941 tančila v Osvobozeném divadle, v Divadle Járy Kohouta v Praze a ve Východočeském divadle v Pardubicích.
Bratr Jany, Alois Volek působil od začátku války v zahraničním odboji jako navigátor u 311. československé bombardovací perutě RAF v Anglii. Zahynul v polovině března 1945 při zřícení letadla. Jana Volková byla společně s matkou v roce 1941 zatčena gestapem a až do konce války vězněna (jako rukojmí za bratra) na Pankráci a následně v lágru ve Svatobořicích. Zde se Jana zapojila do kulturního života v táboře, také zde založila divadelní soubor. Otec Jany, účastník domácího odboje, byl zatčen a popraven v roce 1943 v Berlíně, ve věznici Plötzensee.
Po válce Jana Volková vstoupila do KSČ. V letech 1946–1947 byla členkou Baletu Národního divadla v Praze, od roku 1947 působila dva roky v karlovarském divadle. Zde vedla taneční školu a divadelní soubor.

### Charta 77
V roce 1950 se provdala za Vladimíra Sterna, který byl zaměstnán na ministerstvu vnitra a během 50. let 20. století se vypracoval do pozice náčelníka rozvědné školy u Státní bezpečnosti. Jana zůstala po svatbě několik let v domácnosti. Manželům se zásadně změnil život po nesouhlasu s okupací v srpnu 1968. Jana Sternová byla v roce 1969 vyloučena z KSČ a její manžel byl odvolán z funkce v říjnu 1969.
Jana Sternová pracovala jako uklízečka. Mezi prvními v prosinci 1976 podepsala Chartu 77. Společně s manželem udržovala styky s Františkem Krieglem a Josefem Smrkovským. Po jeho smrti rozšiřovala pamflet Václava Vrabce s názvem Vybočil z řady a další antisocialistické samizdatové tisky. Sternová se přátelila s Věňkem a Libuší Šilhánovými, také udržovala styky s Jiřím Hanzelkou a s bývalým příslušníkem SNB Vladimírem Říhou. StB na ni v roce 1974 založila svazek s krycím názvem Baletka. „Od svých známých a přátel, zejména od Šilhánové, přebírala Sternová a dále rozšiřovala závadové písemnosti, napsal kapitán Státní bezpečnosti Jan Ritter.“
V době od 7. ledna 1984 do 6. ledna 1985 byla společně s Jiřím Rumlem a Václavem Bendou mluvčím Charty 77. Z tohoto období pochází řada dokumentů, například Právo na dějiny, Právo na informace, K situaci řeholních společenství v Československu. Mluvčí Charty v prosinci 1984 také navštívili Jaroslava Seiferta, který obdržel Nobelovu cenu za literaturu.
Během let 1985 a 1986 prodělala Jana Sternová dvě těžké operace a s ohledem na svůj zdravotní stav omezila práci pro Chartu 77. Státní bezpečnost uložila v květnu 1987 svazek, který na Sternovou vedla, do archivu.

### Snídaně s prezidentem Reaganem
Dcera Jany Sternové Vladka v roce 1979 emigrovala do USA. Chartisté opakovaně požadovali svobodu cestování do zahraničí, upozorňovali na právní a morální aspekty porušování základních lidských práv. Jako příklad byl uveden i případ Jany Sternové, které byla několikrát zamítnuta žádost o vydání cestovního pasu. Chtěla navštívit hrob svého bratra. Opakovaně také žádala o výjezdní doložku, aby mohla navštívit dceru. V létě 1988 jí bylo umožněno odletět do USA. Během svého pobytu byla Jana Sternová pozvána na snídani u prezidenta Ronalda Reagana a získala od něho slova uznání za svoji činnost v rámci Charty.

### Revoluční rok 1989
Jana Sternová, oslabena nemocí, se zúčastnila pietní vzpomínky k 20. výročí smrti Jana Palacha 15. ledna 1989 položením květin k soše sv. Václava v Praze. Byla zadržena a s ostatními (Danou Němcovou, Janou Petrovou, Sašou Vondrou, Václavem Havlem a dalšími) byla obviněna z výtržnictví a následně v únoru 1989 odsouzena ke čtyřem měsícům odnětí svobody podmíněně na jeden rok.
Její podpis je možno nalézt také na pozvánce „na první veřejné fórum všech signatářů Charty 77“ z ledna 1990.
Jana Sternová zemřela 5. září 1997.
| „ | Do konce života zůstala Jana mladá, plná energie, se smyslem pro humor a se zájmem o to, co se kolem děje, aniž by z toho ovšem nějak vyšilovala. Po všem, co prožila, měla totiž na paměti, že jsou důležitější věci. Třeba cigarety. | “ |

K nedožitým 100. narozeninám Jany Sternové – Petr Placák